# Баглай Микола Іванович
Микола Іванович Баглай (нар. 29 жовтня 1976, с. Дев'ятир, Нестеровський район, Львівська область) — український футболіст. Нападник, виступав у нижчолігових українських командах.

## З життєпису
Грав у командах: «Скала» (Стрий), «Карпати-2» (Львів), «Динамо» (Львів), ФК «Львів», «Енергетик» (Бурштин), «Прикарпаття» (Івано-Франківськ), ФК «Львів». Коли клуб «Газовик-Скала» (Стрий) улітку 2006 року збанкрутував, разом з тренером і деякими іншими футболістами «Газовика-Скали» перейшов до новоствореного ФК «Львів», який замінив стрийську команду в першій лізі. Провів у складі львів'ян сезон 2006/07, який став останнім для гравця на професіональному рівні.